# Kansijärvi
Kansijärvi är en sjö i Gällivare kommun i Lappland och ingår i Kalixälvens huvudavrinningsområde. Kansijärvi ligger i Kaitum fjällurskog Natura 2000-område.